# Phyllis Wren
Phyllis Wren (* um 1910; † 20. oder 21. Jahrhundert) war eine neuseeländische Badmintonspielerin.

## Karriere
Phyllis Wren war ein Pionier des Badmintonsports in Neuseeland. Von 1932 bis 1935 gewann sie drei nationale Titel im Damendoppel, einen im Mixed und einen im Dameneinzel.

## Sportliche Erfolge
| Saison | Veranstaltung                     | Disziplin   | Platz | Name                        |
| ------ | --------------------------------- | ----------- | ----- | --------------------------- |
| 1932   | Neuseeland: Einzelmeisterschaften | Damendoppel | 1     | Phyllis Wren / T. D. Newton |
| 1933   | Neuseeland: Einzelmeisterschaften | Damendoppel | 1     | Phyllis Wren / A. Ellett    |
| 1934   | Neuseeland: Einzelmeisterschaften | Damendoppel | 1     | Phyllis Wren / A. Ellett    |
| 1934   | Neuseeland: Einzelmeisterschaften | Mixed       | 1     | R. F. Hull / Phyllis Wren   |
| 1935   | Neuseeland: Einzelmeisterschaften | Dameneinzel | 1     | Phyllis Wren                |